# 자유 시대 (스웨덴)
자유 시대(스웨덴어: frihetstiden 프리헷스티덴[*])란 스웨덴에서 의회 제도와 시민권 의식이 신장된 반세기 조금 넘는 기간을 말한다. 칼 12세가 죽은 1718년부터 구스타프 3세가 친위 쿠데타를 일으킨 1772년까지이다. 이 당시 권력이 군주에게서 의회로 이동한 것은 대북방 전쟁의 괴멸적 피해에 직접적 영향을 받은 것이었다.
이 당시 의회 참정권은 보편적이지는 못했다. 세금을 내는 농민들은 참정권이 있었으나 그 영향력은 기형적으로 미미했고, 세금을 낼 여유가 없는 평민들은 참정권 자체를 부여받지 못했다.

## 같이 보기
- 핀란드의 역사
- 러시아의 역사
- 독일의 역사